# 笠松昭宏
笠松 昭宏（かさまつ あきひろ、1976年7月22日 - ）は、元体操選手である。愛知県出身。愛知高等学校、日本体育大学体育学部体育学科卒業、日本体育大学大学院修了。
父は1972年ミュンヘンオリンピックで4個のメダルを獲得した笠松茂（中京大学体操競技部出身）、母はメキシコ・ミュンヘンオリンピック二大会連続日本代表、羽生和永(日本体育大学体操競技部出身）で、日本の体操界で活躍した。
- 2000年シドニーオリンピックに出場し、男子体操団体で惜しくもメダルに届かず4位となった。2003年のアメリカ合衆国のアナハイムで行われた世界体操競技選手権で男子団体総合の銅メダルを獲得した。
- 2007年に現役引退後は、愛知県長久手市の笠松体操クラブで統括主任として活躍している。